# کوه قارون

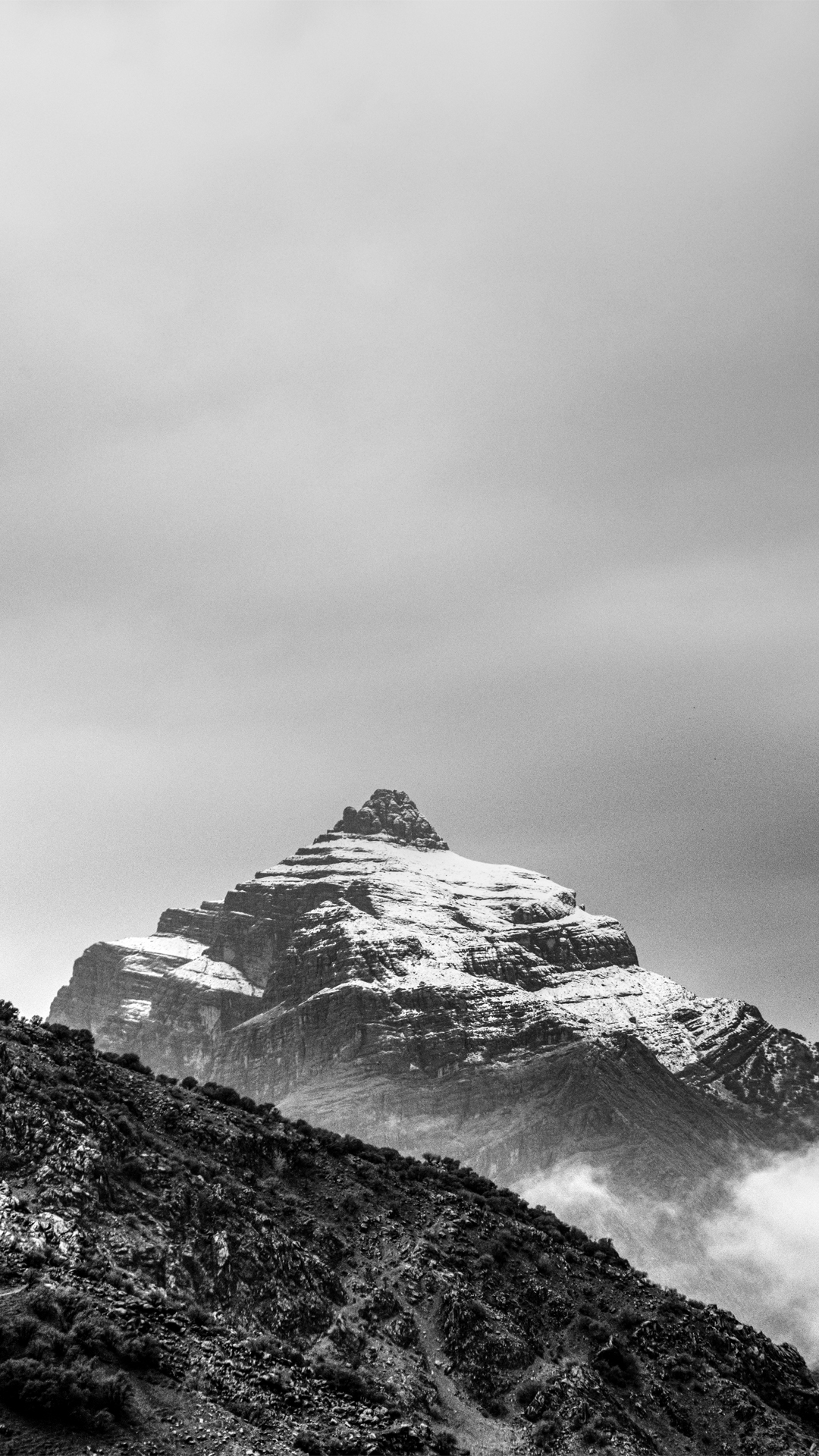
عکس از قله قارون دورود

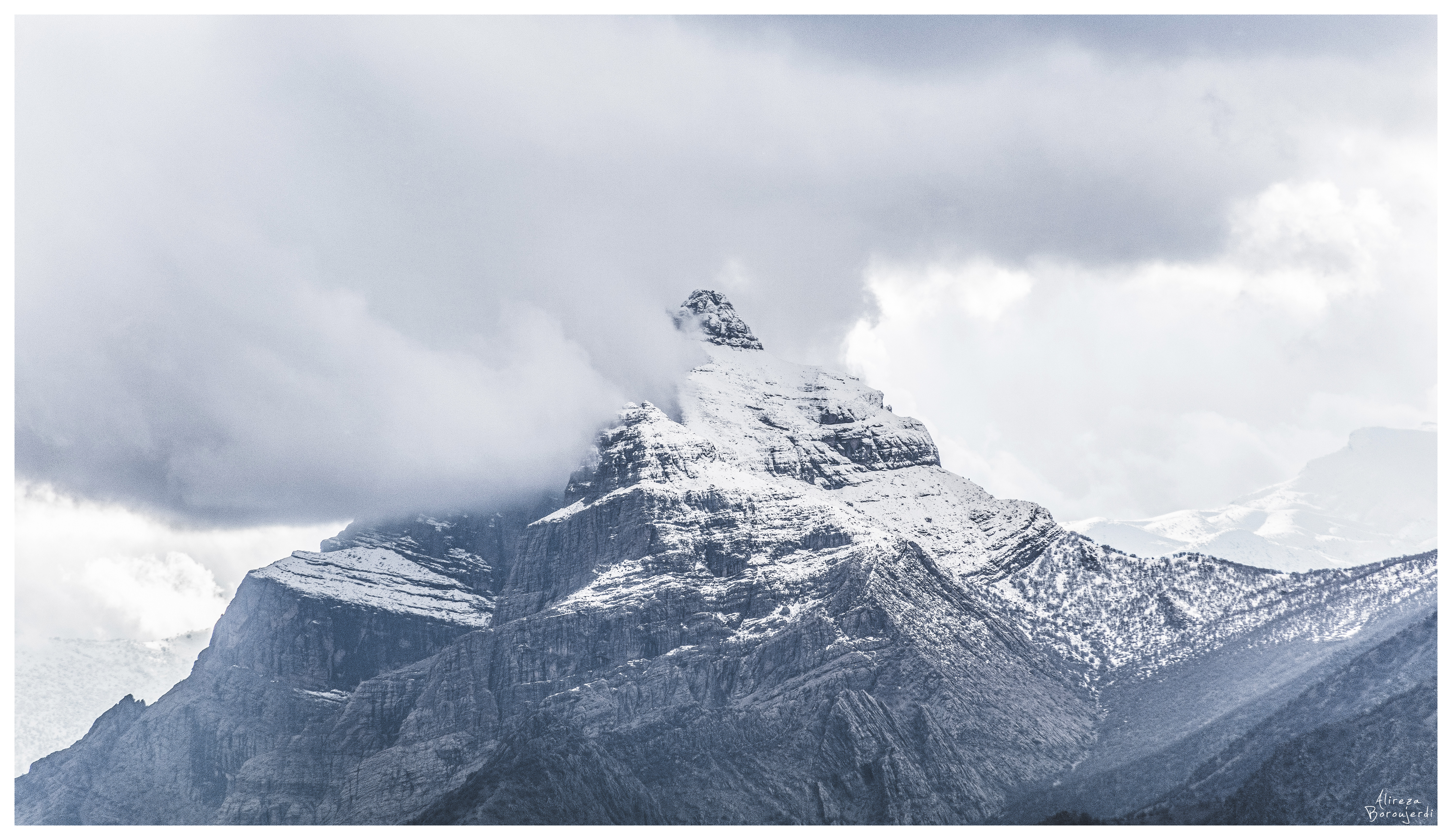
نمایی از کوه قارون در فصل زمستان

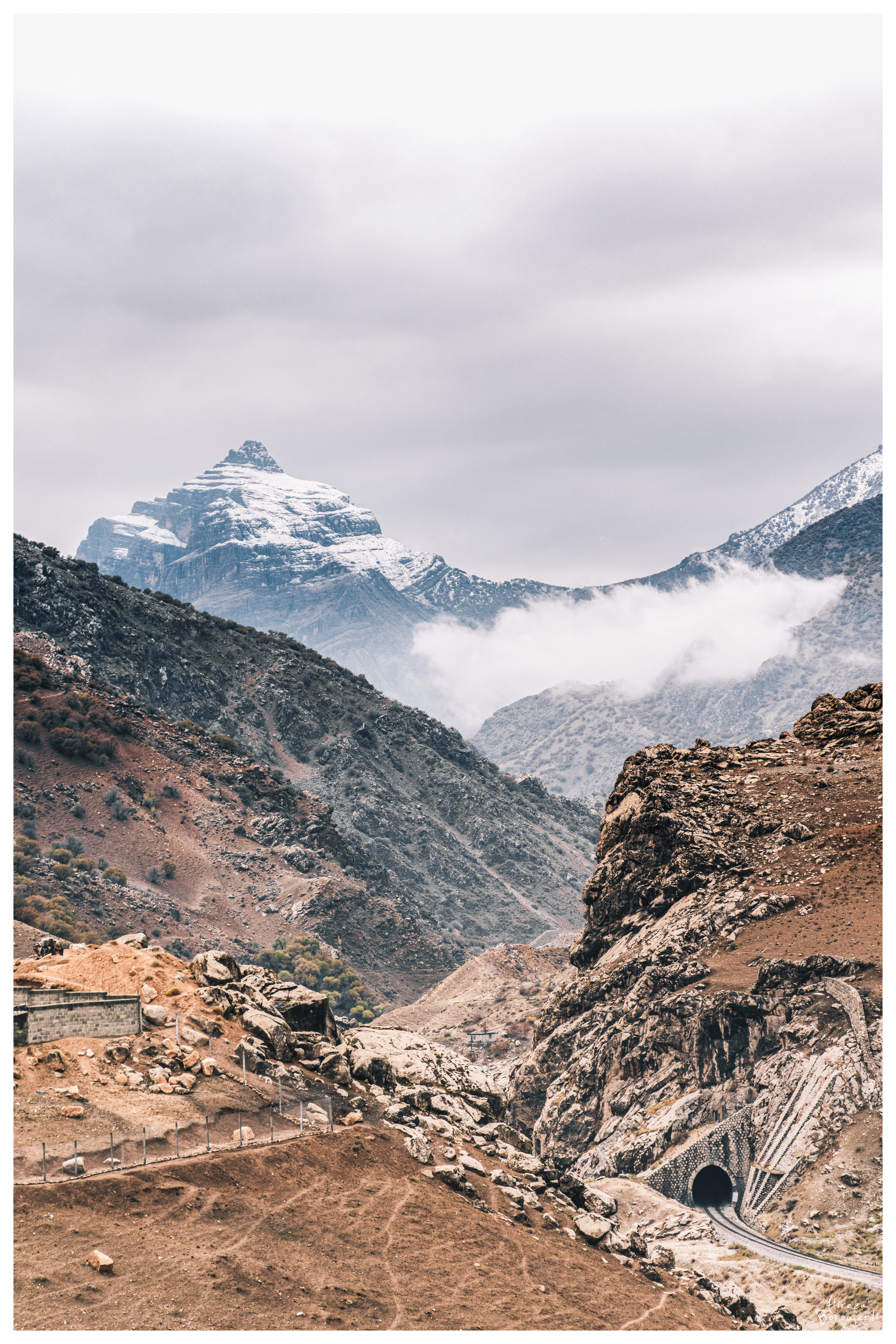
عکس از قله قارون و مسیر راه آهن دورود

کوه قارون، یکی از کوه‌های زاگرس در استان لرستان و در جنوب شهرستان دورود و در فاصله ۱۵ کیلوتری این شهر واقع شده است. ارتفاع این کوه ۲۷۵۰ متر می‌باشد. در گذشته‌های دور این کوه به عنوان دژ نظامی ، به خاطر موقعیت جغرافیایی خاص، محسوب می‌شده است.
راه صعود به این قله از طریق ایستگاه راه‌آهن قارون یا جاده آسفالته روستای پیر عبدالله است. در مسیر صعود به این قله، چند چشمه به نام چشمه صیاد و چشمه پرویز نیز وجود دارد که محلی برای استراحت کوهنوردان است. برای پیاده شدن در ایستگاه راه‌آهن قارون، تنها باید از قطار محلی اندیمشک-دورود و بالعکس استفاده کرد.
بهترین زمان برای صعود به قله قارون از نیمه فروردین ماه تا نیمه اردیبهشت در شرایط آب و هوایی مناسب است.

## نام گذاری
یکی از دلایل نام‌گذاری کوه قارون، وجود غار‌های متعدد و مرموز در این کوه است.همچنین مردم لرستان این مکان را محل مخفی گنج قارون می‌دانند.
البته در گویش مردم منطقه نام این کوه قاری است و ممکن است اساسا ارتباطی با قارون نداشته باشد.این کوه در ادبیات بومی لری جایگاهی دارد؛
قاریه مو وه خودت بیدی وه بردئ  /  نشنفتی وه گوش خوت یه حرف سردئ
ای کوه قارون، خوشا به حالت که سنگ آفریده شده ای و طعنه ها و کنایه های تلخ مردمان را نمی شنوی!